# Terni Football Club 1930-1931
Questa pagina raccoglie i dati riguardanti il Terni Football Club nelle competizioni ufficiali della stagione 1930-1931.

## Rosa
| N. |                   | Ruolo | Calciatore          |
| -- | ----------------- | ----- | ------------------- |
|    | Italia (bandiera) | D     | Alenti              |
|    | Italia (bandiera) | C     | Vasco Baroncini     |
|    | Italia (bandiera) | C     | Ferruccio Biagioli  |
|    | Italia (bandiera) | P     | Mario Braconi       |
|    | Italia (bandiera) | D     | Ampelio Cabiati     |
|    | Italia (bandiera) | A     | Ferrero Cabiati     |
|    | Italia (bandiera) | P     | Amleto Cari         |
|    | Italia (bandiera) | C     | Eraldo Celi         |
|    | Italia (bandiera) | C     | Quinto Contessa     |
|    | Italia (bandiera) | A     | Ferranti            |
|    | Italia (bandiera) | D     | Lamberto Lorenzetti |

| N. |                   | Ruolo | Calciatore          |
| -- | ----------------- | ----- | ------------------- |
|    | Italia (bandiera) | C     | Alfredo Lo Moro     |
|    | Italia (bandiera) | D     | Marchini            |
|    | Italia (bandiera) | D     | Sabatino Mazzocanti |
|    | Italia (bandiera) | P     | Eraldo Pangrazi     |
|    | Italia (bandiera) | C     | Mario Petrucci      |
|    | Italia (bandiera) | A     | Mario Pierucci      |
|    | Italia (bandiera) | D     | Guglielmo Polesine  |
|    | Italia (bandiera) | D     | Adolfo Ricci        |
|    | Italia (bandiera) | C     | Brenno Romboli      |
|    | Italia (bandiera) | A     | Alberto Sansoni     |
|    | Italia (bandiera) | P     | Bruno Sintoni       |